# Ugljevik
Ugljevik je grad i općina u Bosni i Hercegovini.

## Zemljopis
Općina Ugljevik smještena je na istočnom majevičkom pobrđu, u živopisnom krajoliku, tamo gdje ova planina počinje spuštati svoje strane k ravnoj Semberiji. Općina se nalazi na obodu nekadašnjeg Panonskog mora, o čemu govore brojni fosilizirani ostaci nekadašnje flore i faune. Središte Općine je grad Ugljevik.

Ugljevik je dobio ime po ugljenu koji se počeo kopati u njedrima pitome Majevice, prije oko stotinu godina. Općina Ugljevik na istoku i sjeveru graniči s općinama Bijeljina, Loparama na zapadu i Zvornikom na jugu, te jednim dijelom na jugu općinom Teočak.
Područje općine čini 21 naseljeno mjesto, i to: Atmačići, Janjari, Donja Krćina, Gornja Krćina, Glinje, Srednja Trnova, Gornja Trnova, Donja Trnova, Bogutovo Selo, Mukat-Stankovići, Sarije, Ravno Polje, Mezgraja, Maleševci, Korenita, Srednja Trnova, Stari Ugljevik, Ugljevik Selo, Ugljevička Obrijež, Zabrđe, Ugljevik i Tutnjevac.

## Stanovništvo
Po posljednjem službenom popisu stanovništva iz 1991. godine, općina Ugljevik imala je 25.587 stanovnika, raspoređenih u 28 naselja.
| Stanovništvo općine Ugljevik |                  |                  |                  |
| godina popisa                | 1991.            | 1981.            | 1971.            |
| Srbi                         | 14.468 (56,54 %) | 14.066 (57,31 %) | 14.816 (61,27 %) |
| Muslimani                    | 10.241 (40,02 %) | 9403 (38,31 %)   | 8859 (36,64 %)   |
| Hrvati                       | 56 (0,21 %)      | 17 (0,06 %)      | 53 (0,21 %)      |
| Jugoslaveni                  | 290 (1,13 %)     | 509 (2,07 %)     | 35 (0,14 %)      |
| ostali i nepoznato           | 532 (2,07 %)     | 545 (2,22 %)     | 415 (1,71 %)     |
| ukupno                       | 25.587           | 24.540           | 24.178           |

#### Ugljevik (naseljeno mjesto), nacionalni sastav
| Ugljevik           |                |                |                |
| godina popisa      | 1991.          | 1981.          | 1971.          |
| Srbi               | 2426 (81,38 %) | 2210 (90,49 %) | 2256 (94,47 %) |
| Muslimani          | 348 (11,67 %)  | 66 (2,70 %)    | 86 (3,60 %)    |
| Hrvati             | 39 (1,30 %)    | 3 (0,12 %)     | 15 (0,62 %)    |
| Jugoslaveni        | 133 (4,46 %)   | 143 (5,85 %)   | 15 (0,62 %)    |
| ostali i nepoznato | 35 (1,17 %)    | 20 (0,81 %)    | 16 (0,67 %)    |
| ukupno             | 2981           | 2442           | 2388           |

## Naseljena mjesta
Po stanju iz 1991.: 
Atmačići, Bilalići, Bogutovo Selo, Donja Krćina, Donja Trnova, Glinje, Gornja Krćina, Gornja Trnova, Janjari, Jasenje, Jasikovac, Korenita, Maleševci, Mezgraja, Mukat – Stankovići, Ravno Polje, Sarije, Sniježnica, Srednja Trnova, Stari Teočak, Stari Ugljevik, Teočak – Krstac, Tursunovo Brdo, Tutnjevac, Ugljevička Obrijež, Ugljevik, Ugljevik (selo) i Zabrđe.
Poslije potpisivanja Daytonskog mirovnog sporazuma, najveći dio općine Ugljevik, s gradom Ugljevikom ušao je u sastav Republike Srpske. U sastav Federacije BIH, ušla su naseljena mjesta: Bilalići, Jasikovac, Jasenje, Sniježnica, Stari Teočak i Teočak – Krstac, te dijelovi naseljenih mjesta: Gornja Krćina i Tursunovo Brdo. Od ovog područja formirana je općina Teočak.
U općini Ugljevik ostala su naselja:
Atmačići, 
Bogutovo Selo, 
Donja Krćina, 
Donja Trnova, 
Glinje, 
Gornja Krćina (dio), 
Gornja Trnova, 
Janjari, 
Jasikovac (Teočak, BiH), 
Korenita, 
Maleševci, 
Mezgraja, 
Mukat-Stankovići, 
Ravno Polje, 
Sarije, 
Srednja Trnova, 
Stari Ugljevik, 
Tursunovo Brdo (dio), 
Tutnjevac, 
Ugljevička Obrijež, 
Ugljevik, 
Ugljevik (selo) i 
Zabrđe.

## Povijest
Centar ove općine i cijelog kraja bio je u selu Zabrđu, a 1941. godine prebačen je u rudarsko naselje Ugljevik. 1980. godine počinje gradnja sadašnjeg Ugljevika u dolini rječice Janje, između Zabrđa, sela Ugljevika i Bogutova Sela, zbog potreba širenja površinskog kopa rudnika i izgradnje termoelektrane. Tada je počelo kompletno preseljenje Starog Ugljevika na današnju lokaciju.

## Gospodarstvo
- termoelektrana u Ugljeviku

## Poznate osobe
- Bogić Bogićević, bosanskohercegovački političar
- Mitar Mirić

## Sport
- FK Rudar, nogometni klub osnovan 1925. godine, jedan je od najstarijih klubova u BiH.

## Vanjske poveznice
- Općina Ugljevik  Arhivirana inačica izvorne stranice od 8. listopada 2007. (Wayback Machine)
- Informativna stranica o Ugljeviku